# أحاسيس (فلم)
أحاسيس  فيلم مصري من إنتاج سنة 2010، تأليف أشرف حسن وإخراج هاني جرجس فوزي ومن بطولة باسم سمرة، وعلا غانم. يروي الفيلم المشاكل الجنسية التي تتعرض لها المرأة بعد الزواج لأسباب مختلفة تختلف من سيدة إلى أخرى حيث يعرض الفيلم 4 نماذج لـ 4 سيدات يعانين من هذه المشاكل بعد الزواج.

## القصة
تدور أحداث الفيلم حول سلمى علا غانم والتي كانت علي علاقة حب مع إيهاب باسم سمرة ثم تزوجت أحمد إدوارد وعلي الرغم من إنجابها لطفلين إلا أنها لم تكن تشعر نحوه بأي عاطفة وكانت تحن لحبيبها القديم فكانت تذهب إلى إيهاب الشاب المريض بالسرطان والذي أبعدها عنه في البداية لهذا السبب ويرتبط مع الراقصة نور ماريا ويتزوجها.
وصديقه مجدي أحمد عزمي الذي لا تلبي زوجته إلهام رندا البحيري رغباته العاطفية فيتجه هو الآخر للراقصة بوسي دنيا عبد العزيز.
أما هند سكرتيرة أحمد إيناس النجار تريد أن تقيم علاقة معه.
وكذلك داليا مروي التي لا يلبي زوجها احتياجاتها العاطفية فتتحول للخيانة هي الأخرى.
تذهب سلمي للدكتورة النفسية عبير صبري لتساعدها علي الخروج من بئر الخيانة ولكن دون فائدة.

## طاقم التمثيل
- باسم سمرة: (إيهاب)
- علا غانم: (سلمى)
- إدوارد: (أحمد)
- أحمد عزمي: (مجدي)
- مروى: (داليا)
- دنيا عبد العزيز: (بوسي)
- راندا البحيري: (إلهام)
- ماريا: (نور)
- إيناس النجار: (هند)
- عبير صبري: (مستشارة العلاقات الزوجية)
- نبيل عيسى: (رامي)
- ليلى جمال: (والدة سلمى)
- فيفي السباعي: (والدة أحمد)
- سامح أبو الغار

## روابط خارجية
- مقالات تستعمل روابط فنية بلا صلة مع ويكي بيانات